# Gare de Fiesch
La gare de Fiesch est une gare ferroviaire situé sur le territoire de la commune suisse de Fiesch, dans le canton du Valais. 

## Situation ferroviaire
Établie à 1 064 mètres d'altitude, la gare de Fiesch est située au point kilométrique 17,606 de la ligne à écartement métrique Furka-Oberalp. Elle est dotée de deux voies et deux quais latéraux.

## Histoire
La gare de Fiesch a été ouverte en 30 juin 1914 avec la mise en service de la section de Brig Bahnhofplatz à Glesch de la ligne Furka-Oberalp.  Depuis le 1er janvier 2003, la ligne Furka-Oberalp est détenue et exploitée par le Matterhorn-Gotthard Bahn (MGB) à la suite d'une fusion entre les compagnies Furka-Oberalp (FO) et le chemin de fer Brig-Visp-Zermatt (BVZ).
Une nouvelle gare, déplacée de 400 mètres au nord, a été inaugurée en 2019. Elle est en correspondance directe avec une télécabine ouverte la même année et reliant la gare au domaine skiable de Fiescheralp,,,.

## Service des voyageurs

### Accueil
Gare du MGB, elle est constituée de deux latéraux équipés d'abris pour l'attente des voyageurs.

### Desserte
La gare de Fiesch est desservie par deux trains par heure des MGB dont :
- une liaison Regio entre Zermatt et Fiesch ;
- une liaison Regio entre Viège et Andermatt.

Cette seconde liaison est en correspondance systématique avec un autocar omnibus en direction d'Oberwald assuré par le MGB.

### Intermodalité
La gare de Fiesch est en correspondance directe avec la télécabine de Fiesch à Fiescheralp ainsi qu'avec les lignes d'autocars interurbains assurées par le MGB no 651 en direction de Fieschertal et 652 vers Binn.